# Telnyashka

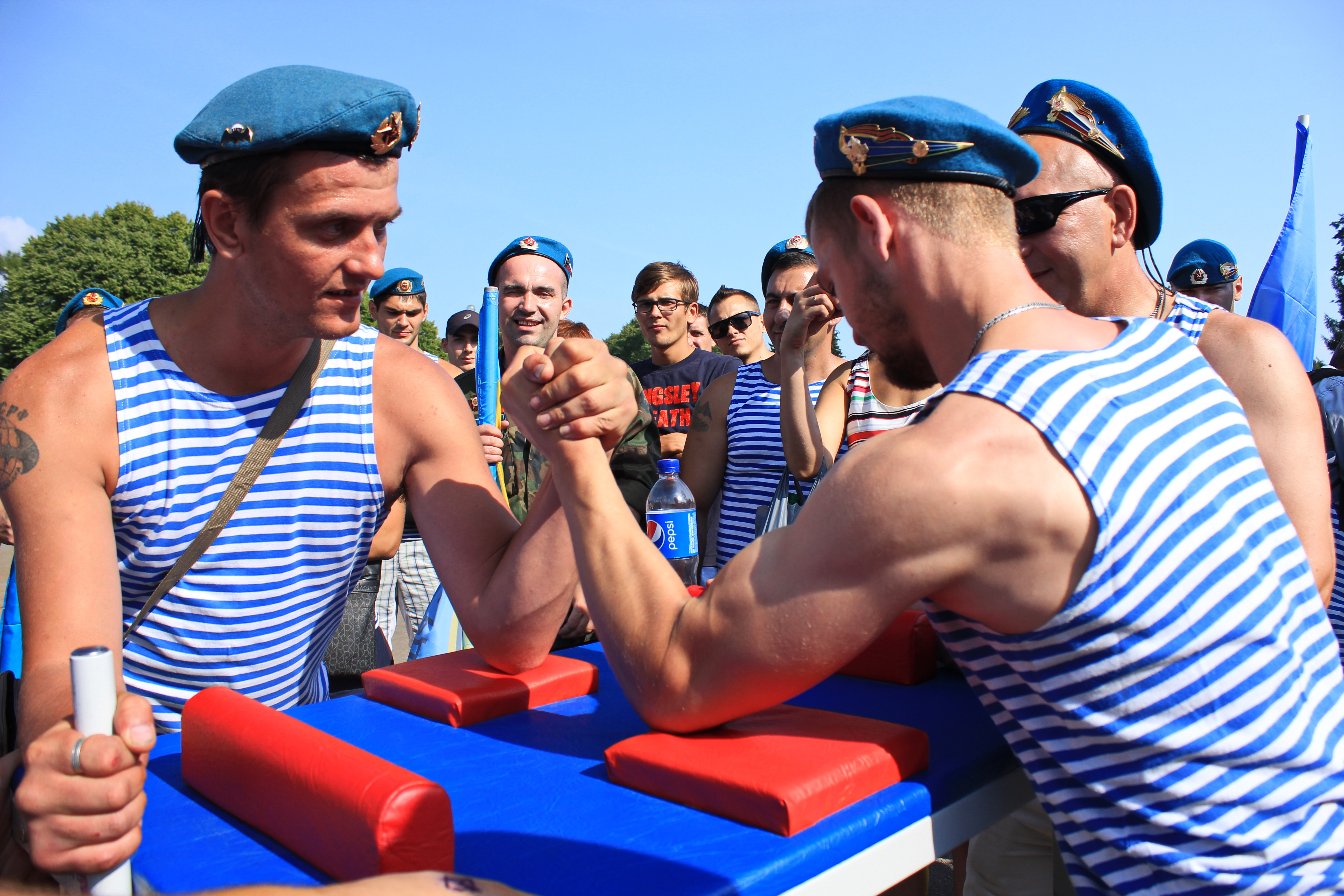
Paraquedistas em telnyashkas tirando um braço de ferro no Dia das Tropas Aerotransportadas em São Petersburgo, na Rússia.

A telnyashka (em russo:  тельняшка) ou telnik (em russo:  тельник) é uma camiseta listrada horizontalmente usada como uniforme por militares russos. Possui listras na cor branca e em uma cor que varia de acordo com a filiação da unidade. A segunda cor mais comum é o azul, mas várias outras cores também são usadas. A peça vem em espessuras variadas e pode ter mangas ou não.

## Detalhes técnicos
Os uniformes dos militares da Marinha, Paraquedistas e da Infantaria Naval da Rússia não incluem camisas de colarinho convencionais. Jaquetas abertas de vários modelos fazem da telnyashka listrada uma parte notável do vestuário de ramos das forças armadas russas.
Telnyashkas também estão disponíveis para clientes civis e podem vir em uma variedade de tricôs. O tricô de fio único é a variante padrão usada pelos militares, mas é possível produzir tricô de fio duplo e quádruplo para maior aquecimento. Uma telnyashka de quatro fios é grosso o suficiente para manter o usuário aquecido sem nada mais, mesmo com 5 °C (41 °F), pois foi originalmente desenvolvido para ser usado por mergulhadores militares sob um traje seco.

## História

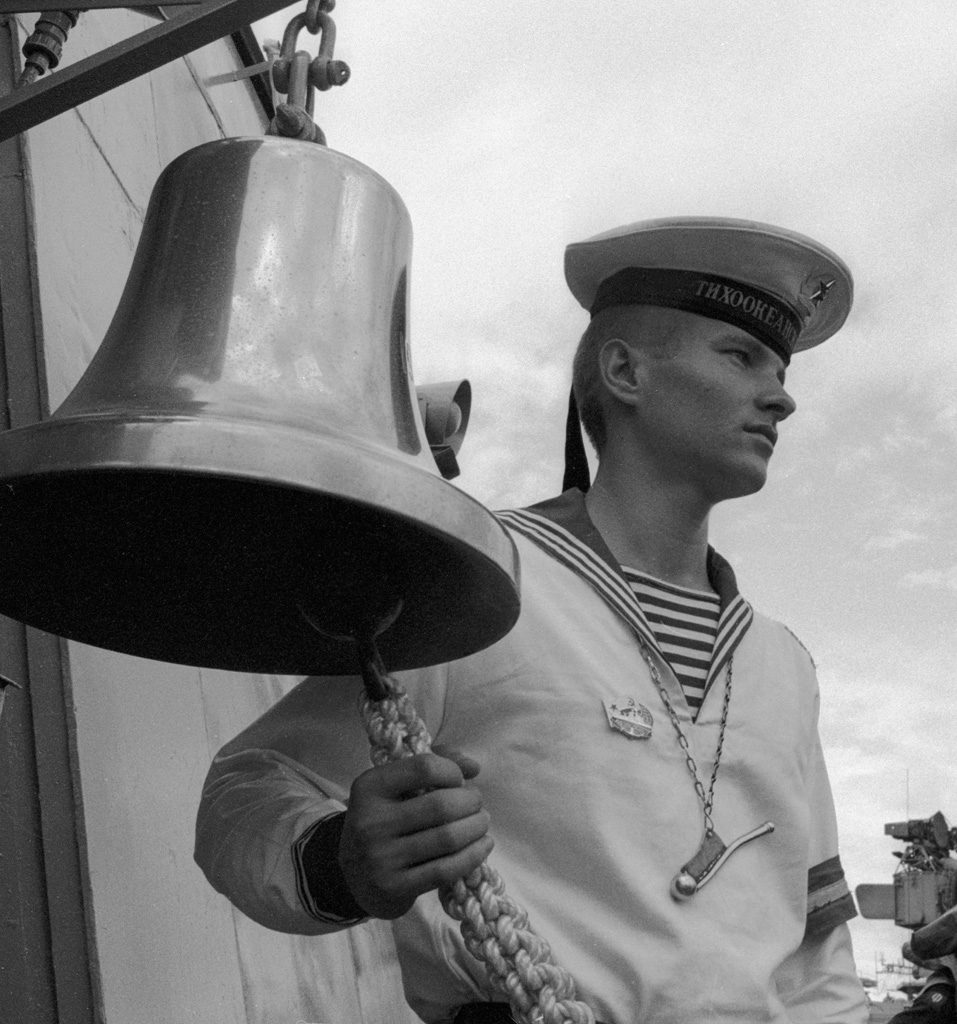
Marinheiro da frota soviética do Pacífico em traje completo, incluindo uma telnyashka azul-escura.

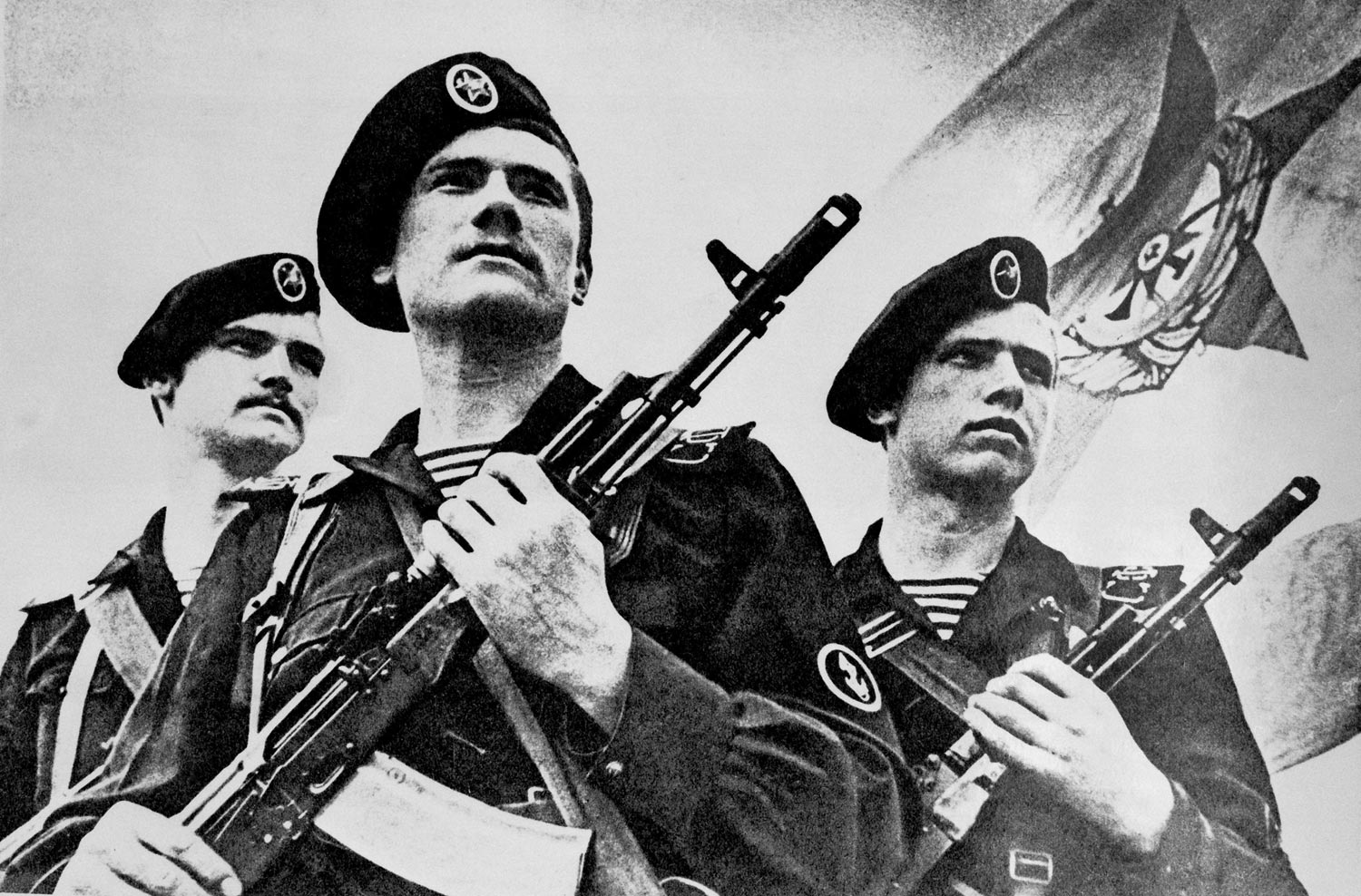
Fuzileiros navais soviéticos em meados da década de 1980.

A telnyashka russa teve origem na distinta blusa listrada de marinière usada pelos marinheiros mercantes e pescadores da Bretanha, na França, que adotaram esse estilo para distingui-los de outras nacionalidades marítimas. A moda foi posteriormente adotada e popularizada pela Marinha Francesa e outras marinhas da era pré-dreadnought. Os marinheiros da Marinha Francesa moderna ainda usam essas vestimentas em certas ordens de vestimenta.
A Marinha Imperial Russa adotou a blusa telnyashka listrada de azul e branco durante o século XIX. A tradição de tropas terrestres russas ou soviéticas usarem uniforme naval vem dos marinheiros da Marinha Soviética que lutaram em unidades terrestres durante a Segunda Guerra Mundial. É exemplificado pelo famoso atirador de elite soviético Vassili Zaitsev, um suboficial da Frota do Pacífico que se voluntariou para o serviço no exército, mas se recusou a abrir mão de sua telnyashka por causa do orgulho que ela gerava. Vasily Margelov, que mais tarde modernizaria as Forças Aerotransportadas Soviéticas (VDV), serviu anteriormente em uma unidade de Infantaria Naval na Segunda Guerra Mundial e adquiriu telnyashkas para a VDV como uma marca de seu status de elite.

## Uso nas forças armadas russas
Embora a telnyashka listrado de azul e branco seja o mais conhecido, outras cores também são usadas. As listras coloridas da telnyashka geralmente combinam com a boina, exceto para os fuzileiros navais, que usam uma camisa listrada azul e uma boina preta.

### Listras azuis e brancas

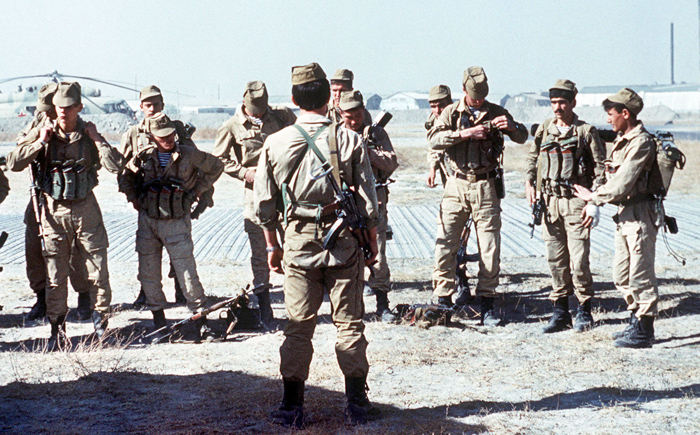
Forças especiais soviéticas usam telnyashkas com trajes de batalha Afghanka durante a Guerra do Afeganistão.

- Marinha Russa: A telnyashka foi usada pela primeira vez pela Marinha Imperial Russa no século XIX e tem sido usada pelos marinheiros russos desde então.
  - Fuzileiros navais russos, PDSS e tripulantes de submarinos: como ramos da Marinha, eles usam a telnyashka azul e branca com seu uniforme de gala, mas em serviço eles usam uma variante listrada em preto e branco.[4]
  - O serviço marítimo das Tropas de Fronteira segue as tradições da Marinha, incluindo suas patentes e a telnyashka.
- Tropas Aerotransportadas Russas (VDV). Apresentado pelo General Vasily Margelov,[5][6] para desgosto do Almirante Sergey Gorshkov.[7][8]
  - Spetsnaz do GRU: As forças especiais de inteligência militar geralmente usam uniformes VDV, incluindo a telnyashka azul.
  - As unidades aerotransportadas das tropas de fronteira da KGB usam a insígnia e o uniforme da VDV
- As unidades spetsnaz do Serviço Federal de Segurança (FSB) e o Regimento do Kremlin[9] do Serviço Federal de Proteção usam telnyashkas azul-centáurea como parte de seu uniforme.
- Os oficiais da KGB e do FSB em funções de contra-inteligência militar usam a mesma cor da unidade à qual são atribuídos.

### Listras verdes e brancas
- O Serviço de Fronteira do Serviço Federal de Segurança da Federação Russa segue as tradições de seu antecessor soviético e usa a telnyashka verde (exceto em suas unidades marítimas e aerotransportadas). O verde também é usado pelas Tropas de Fronteira da Bielorrússia.[10]

### Listras vermelhas e brancas
- A Guarda Nacional da Rússia (Rosgvardiya) usa telnyashkas listradas de vermelho escuro e branco com boinas vermelho escuro, assim como seu antecessor, as Tropas Internas.[11]

### Listras laranja e brancas
O Ministério de Situações de Emergência da Rússia usa uma telnyashka listrada de laranja e branco, introduzida por Sergei Shoigu quando ele era seu ministro. O Ministério é principalmente responsável pela defesa civil e pelos bombeiros e utiliza patentes de estilo militar.
|                                                   | |                                                 | |
| Paraquedistas russos usam telnyashkas em desfile. | Ex-militares usam telnyashkas verdes durante a celebração do Dia da Guarda de Fronteira na Rússia. | Tropas da Rosgvardiya em telnyashkas vermelhas. | Fuzileiros navais russos desfilam em uniforme preto da marinha, com uma telnyashka azul-marinho combinando com a gola. |

## Em outros países
A 68ª Brigada de Forças Especiais da Bulgária usa a telnyashka como parte de seu uniforme. Marinheiros da Marinha Revolucionária Cubana usam telnyashkas com listras azuis como parte de seu uniforme. A Marinha do Exército Popular Coreano também as utiliza em seus uniformes.

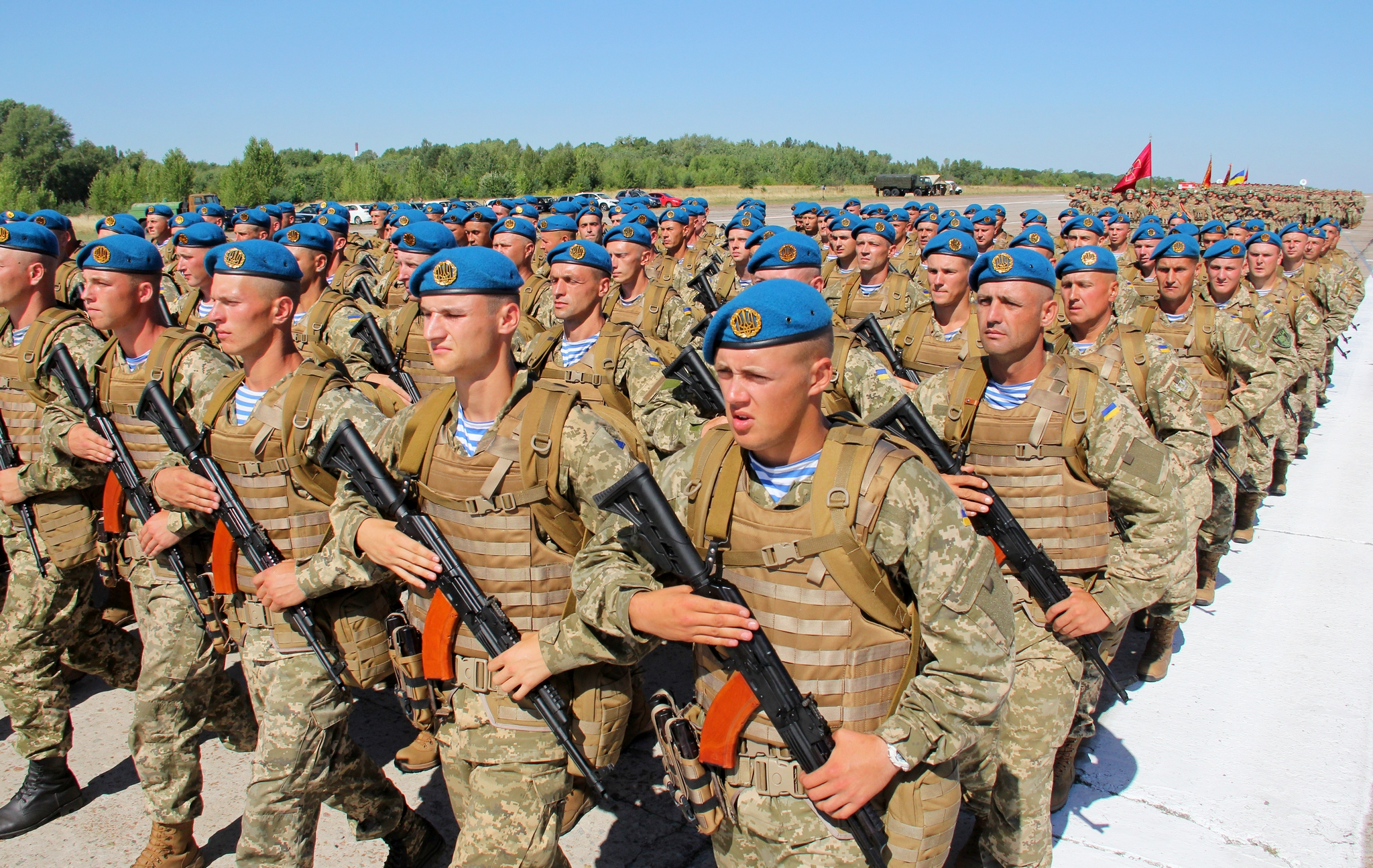
Paraquedistas ucranianos em 2015. Na época, eles usavam boinas azul-celeste e telnyashkas semelhantes às de seus colegas russos.
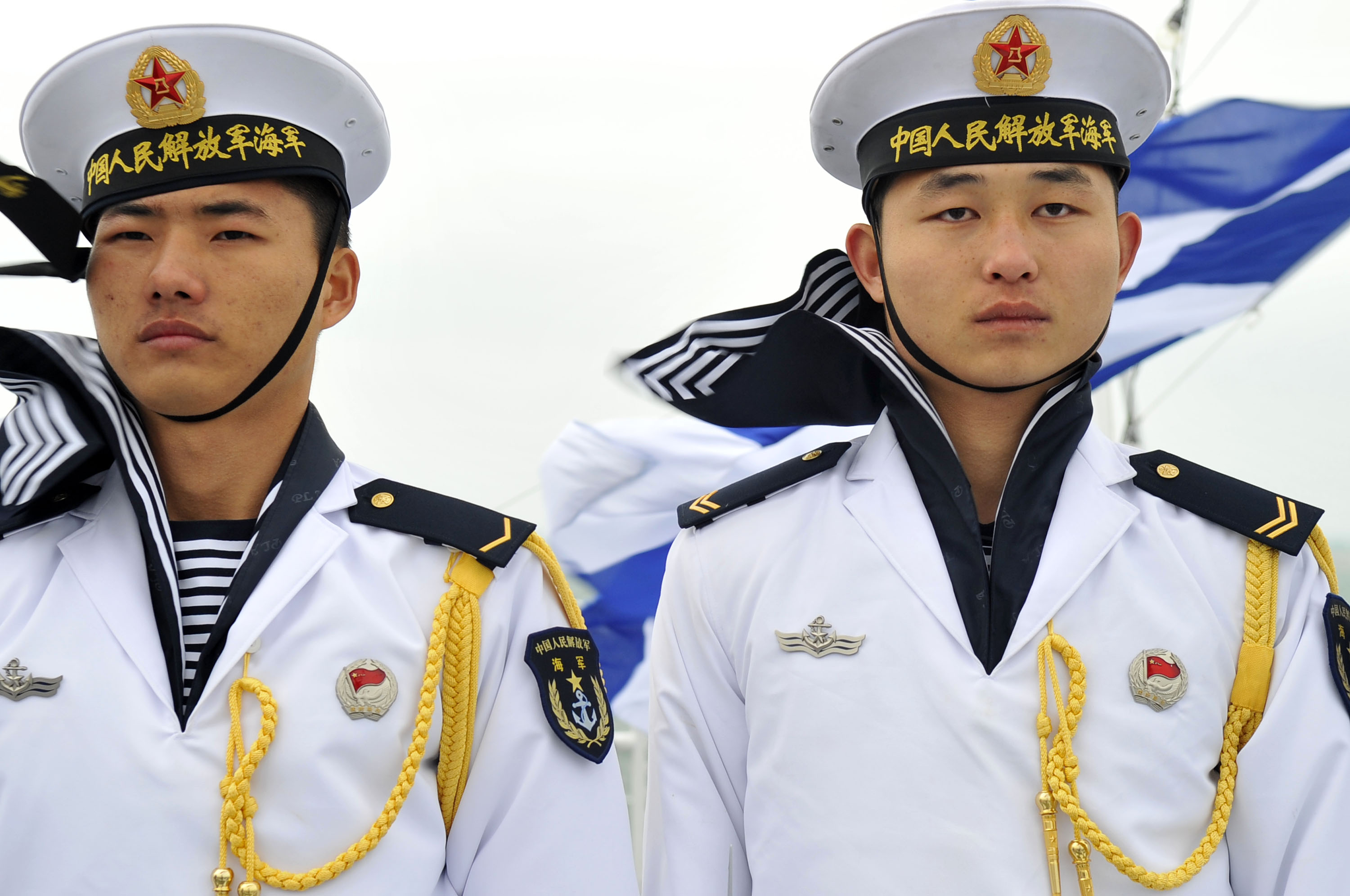
Marinheiros da Marinha do Exército de Libertação Popular da China, vestindo uma camisa listrada semelhante à Telnyashka.

## Na cultura popular

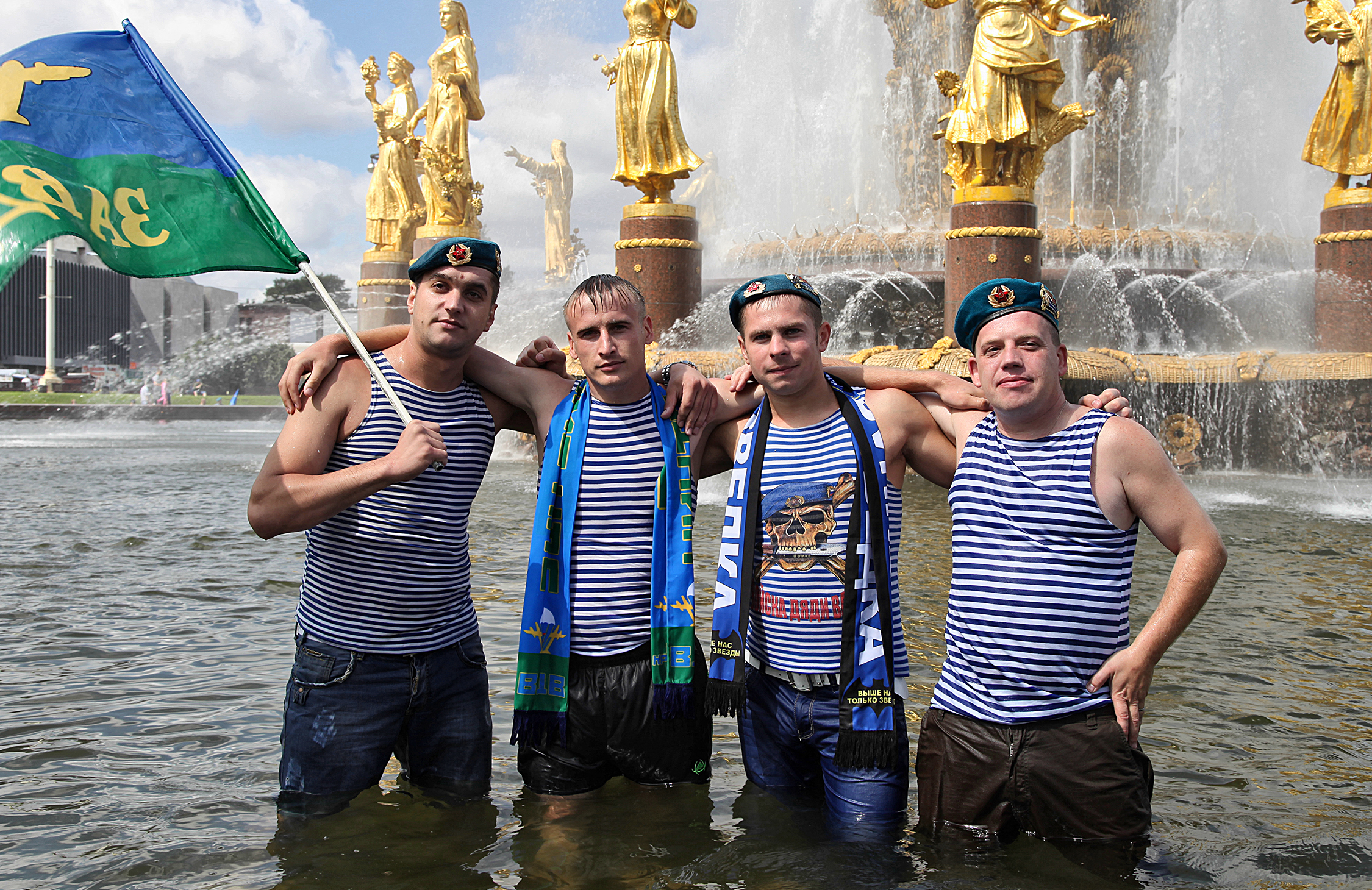
Veteranos paraquedistas na fonte do Parque Gorky no Dia da VDV, em Moscou, em 2013.

A telnyashka é presente na cultura popular como uma fonte de força e bravura ou como símbolo de um inimigo feroz e perigoso. O filme soviético de 1936, Os Marinheiros de Kronstadt iniciou a estetização da telnyashka com uma cena de um marinheiro bolchevique emergindo do mar com sua camiseta rasgada após sobreviver a uma tentativa de execução por afogamento. A telnyashka é usada por vários personagens populares não-militares do cinema e de desenhos animados infantis, principalmente O Lobo em Nu, pogodi e Matroskin, o Gato em Troe iz Prostokvashino. Telnyashkas fazem parte da "imagem" e do traje do grupo artístico Mitki.
A telnyashka é muito presente nos jogos eletrônicos, tanto com herói quanto vilões. A telnyashka é usada por membros de várias facções no vídeo game russo Metro Exodus de 2019; incluindo pela personagem Anna, o interesse amoroso do protagonista Artyom. Na série Call of Duty, a telnyashka é inicialmente usada pelos inimigos russos até a mudança para os jogos de tiro de herói, com operadores russos disponíveis no modo multijogador. No vídeo game de 2010, Call of Duty: Black Ops, Lev Kravchenko, o antagonista secundário, pode ser visto usando uma telnyashka por baixo da jaqueta; outros personagens, como Viktor Reznov, podem ser vistos usando essa roupa em seu ataque à Ilha Rebirth com Alex Mason. O próprio Mason é retratado usando essa roupa quando é revelado que Viktor Reznov está morto, e que qualquer representação anterior de Reznov era, na verdade, de Mason. No jogo Call of Duty: Modern Warfare de 2019, um grande soldado russo, identificado apenas pelo codinome "J-12", é retratado vestindo uma telnyashka sem mangas sob um colete de munição tático, com os bíceps musculosos à mostra e o rosto escondido por uma máscara de gás, durante o flashback de Farah Karim sobre a invasão russa do Urziquistão.

A combinação do tamanho, músculos e telnyashka, além da máscara para desumanização, criam um adversário particularmente assustador para as duas crianças, Farah e seu irmão Hadir. A representação dos russos no jogo, e do J-12 em particular, suscitou críticas pesadas da audiência russa e fez com que o jogo fosse alvo de uma campanha de notas baixas. O jogo foi acusado de russofobia e a reação dos jogadores foi "rápida e implacável", tendo grande atenção midiática e um aumento em reembolsos por jogadores russos. Kirill Kleimenov, o âncora do canal pró-Kremlin Piervy Kanal, criticou a desumanização dos russos como "orcs infernais". Ilya Davydov, um influente jogador russo com quase meio milhão de seguidores no Twitch, disse que assinou um contrato de promoção com a Activision Russia para transmitir o jogo ao vivo por seis meses, mas em 25 de outubro, cronometrado com o lançamento do jogo, ele desistiu duas horas antes do horário marcado para sua primeira transmissão ao vivo da campanha, após uma olhada nas missões. “Percebi que não queria mostrar esse tipo de conteúdo em meu canal, já que a história da campanha estava repleta de momentos ultrajantes que apresentavam a Rússia e o exército russo como criminosos de guerra”. Davydov sugeriu que o jogo deveria ser banido na Rússia, dizendo “Ofereceram-me 1 milhão [de rublos] por uma série de transmissões... Mas a consciência é mais cara.” Segundo o diretor de arte, Joel Emslie, a escolha foi proposital de modo a criar uma figura monstruosa:
“A culpa é minha. Sou o culpado pela aparência daquele personagem. Mas o que eu buscava artisticamente era [...] que estamos sempre tentando criar uma experiência cinematográfica. Estou tentando criar algo realmente memorável. E eu ficava pensando, metaforicamente, que essas crianças estão sendo perseguidas por um monstro em um labirinto, e ficava pensando em um Minotauro. É ridículo — mas ele é quase robótico.”
Apesar de toda a controvérsia, o personagem tornou-se tão popular que foi transformado em um agente multijogador das Spetsnaz, Maxim "Minotaur" Bale; com um dos uniformes táticos a versão do soldado J-12, com a máscara de gás e a telnyashka, chamado Poloski. Além disso, J-12 e Minotaur (que significa "Minotauro") compartilham tatuagens de prisão de estilo russo semelhantes em seus peitorais. J-12 foi modelado no artista de personagens da Infinity Ward, Donovan Keele, que fez seu o cosplay no Dia das Bruxas de 2019 e postou no Instagram. Outros personagens russos na série Call of Duty, como o General Roman Barkov e o Sargento Kamarov, também podem ser vistos usando telnyashkas azuis, com esses dois usando-as por baixo dos uniformes. Outro personagem da campanha, o agente quimera "Nikolai", usa uma camisa telnyashka escura como parte de suas skins multijogador.
Existe um ditado popular: "Somos poucos, mas estamos em telnyashkas!" (em russo:  Нас мало, но мы в тельняшках!, transl. Nas malo, no my v telnyashkakh!), aludindo à reputação das tropas que vestem a camisa como guerreiros ferozes. No Dia da VDV, os veteranos paraquedistas e os civis em celebração vestem telnyashkas, reúnem-se na principal fonte da cidade e bebem muito álcool. É tradição que aqueles vestindo telnyashkas banhem-se nas fontes públicas, especialmente no Parque Gorky em Moscou.